# إيملي كلارك
إيملي كلارك هي لاعبة هوكي الجليد كندية، ولدت في 28 نوفمبر 1995 في ساسكاتون في كندا.

## وصلات خارجية
- إيملي كلارك على موقع EliteProspects.com (الإنجليزية)
- إيملي كلارك على موقع اللجنة الأولمبية الدولية (الإنجليزية)
- إيملي كلارك على موقع أوليمبيديا (الإنجليزية)
- إيملي كلارك على موقع اللجنة الأولمبية الكندية (الإنجليزية)